# Saperda punctata
Saperda punctata là một loài bọ cánh cứng trong họ Cerambycidae.

## Hình ảnh

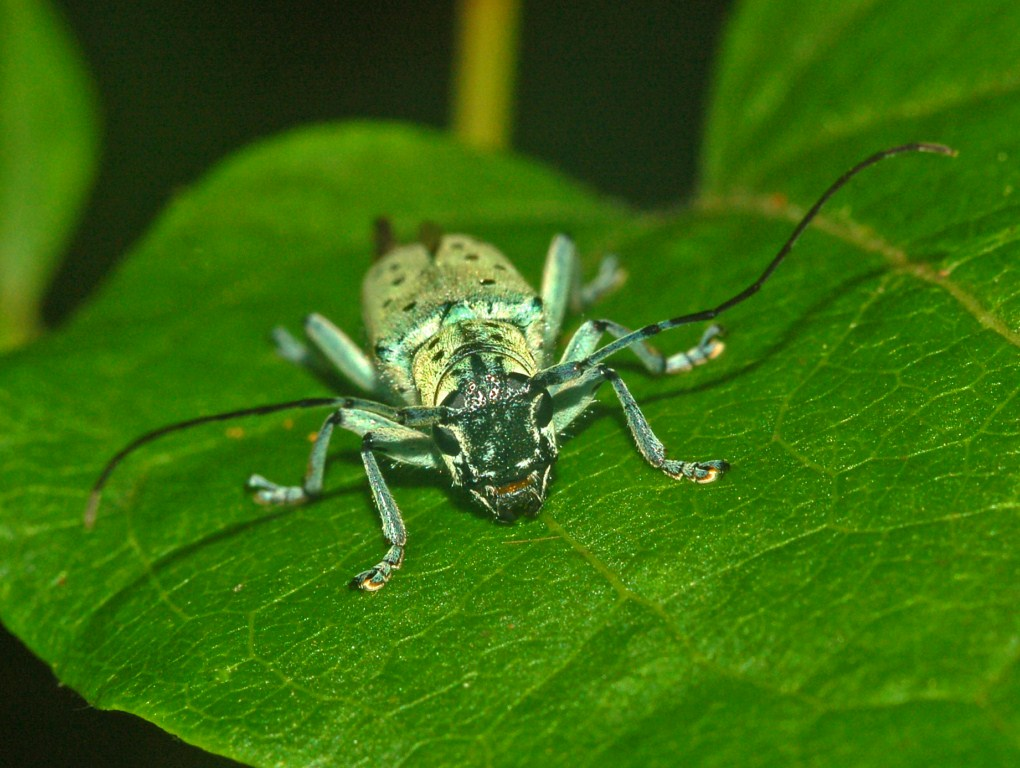
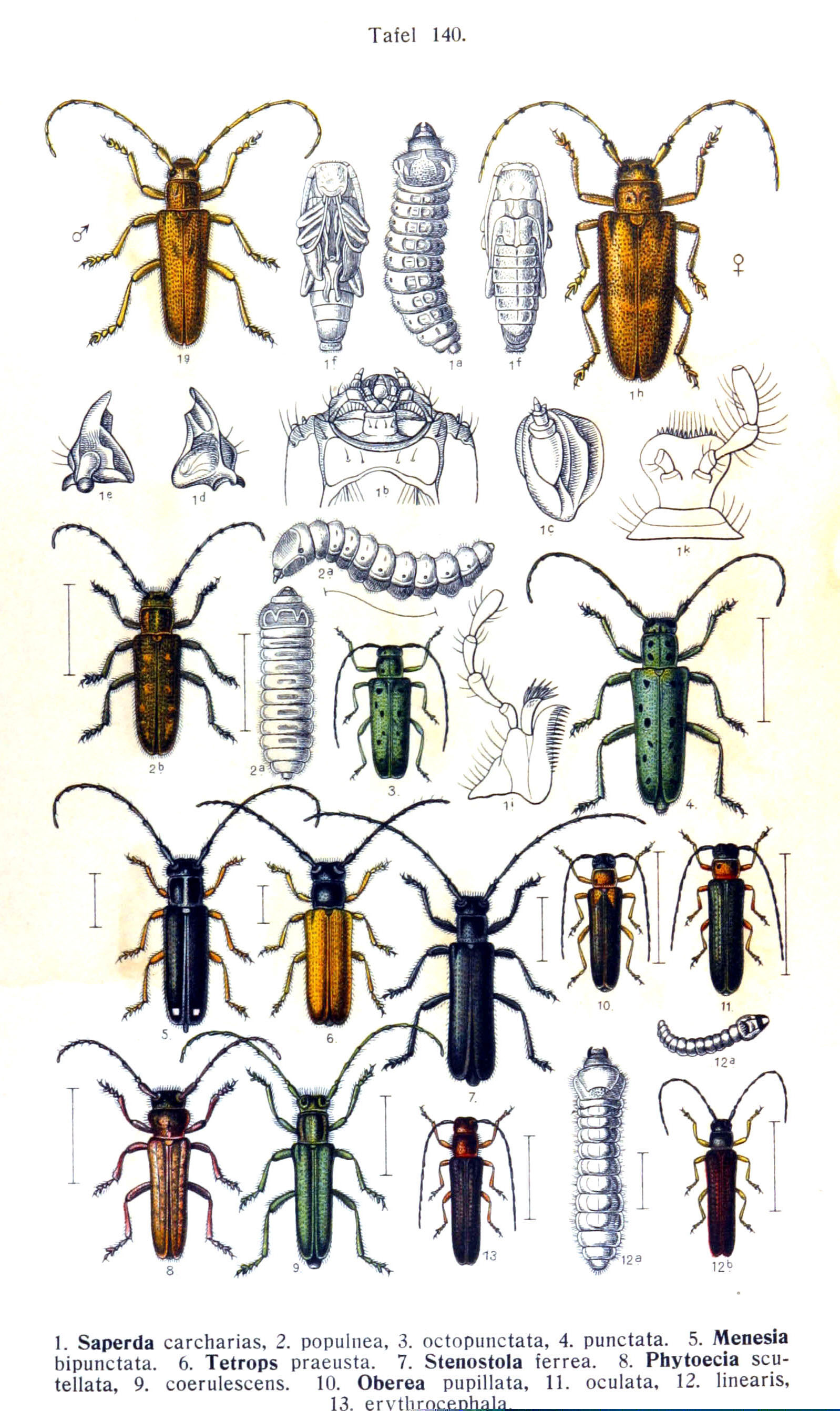
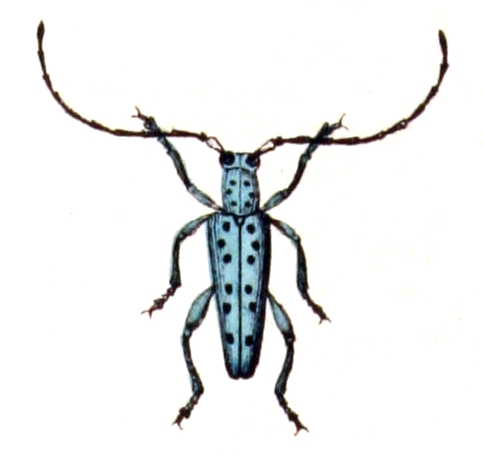